# ライナー・マリア・リルケ
ライナー・マリア・リルケ（Rainer Maria Rilke、1875年12月4日 - 1926年12月29日）は、オーストリアの詩人。シュテファン・ゲオルゲ、フーゴ・フォン・ホーフマンスタールとともに時代を代表するドイツ語詩人として知られる。
プラハに生まれ、プラハ大学、ミュンヘン大学などに学び、早くから詩を発表し始める。当初は甘美な旋律をもつ恋愛抒情詩を発表していたが、ロシアへの旅行における精神的な経験を経て『形象詩集』『時祷詩集』で独自の言語表現へと歩みだした。1902年よりオーギュスト・ロダンとの交流を通じて彼の芸術観に深い感銘を受け、その影響から言語を通じて手探りで対象に迫ろうとする「事物詩」を収めた『新詩集』を発表、それとともにパリでの生活を基に都会小説の先駆『マルテの手記』を執筆する。
第一次大戦を苦悩のうちに過ごした後スイスに居を移し、ここでヴァレリーの詩に親しみながら晩年の大作『ドゥイノの悲歌』『オルフォイスへのソネット』を完成させた。『ロダン論』のほか、自身の芸術観や美術への造詣を示す多数の書簡もよく知られている。

## 生涯

### 生い立ち
オーストリア＝ハンガリー帝国領プラハにルネ（・カール・ヴィルヘルム・ヨーハン・ヨーゼフ）・マリア・リルケ（René Karl Wilhelm Johann Josef Maria Rilke）として生まれる。父ヨーゼフ・リルケは軍人であり、性格の面でも軍人向きの人物だったが、病気のために退職した後プラハの鉄道会社に勤めていた。母ゾフィー（フィアと呼ばれていた）は枢密顧問官の娘でありユダヤ系の出自であった。二人は結婚後まもなく女児をもうけたが早くに亡くなり、その後一人息子のルネが生まれた。彼が生まれる頃には両親の仲はすでに冷え切っており、ルネが9歳のとき母は父のもとを去っている。母ゾフィーは娘を切望していたことからリルケを5歳まで女の子として育てるなどし、その奇抜で虚栄的な振る舞いや夢想的で神経質な人柄によってリルケの生と人格に複雑な陰影を落とすことになる。母に対するリルケの屈折した心情はのちルー・アンドレアス・ザロメやエレン・ケイに当てた手紙などに記されている。リルケは父の実直な人柄を好んだが、しかし父の意向で軍人向けの学校に入れられたことは重い心身の負担となった。
1886年に10歳のリルケはザンクト・ペルテンの陸軍幼年学校に入学したが、周囲に溶け込めず早くから詩作を始めた。1890年にヴァイスキルヒェンの士官学校に進学したが、1891年6月についに病弱を理由に中途退学し、9月にリンツの商業学校に入学した。しかし商業学校もリルケの性にあわず、恋愛事件を起こしたこともあり1年足らずで退学してしまう（この出来事はリルケに軍人になる期待をかけていた父を失望させた）。一方1891年にはウィーンの『ダス・インテレサント・ブラット』誌に懸賞応募した詩が掲載され、翌年より各誌に詩の発表を始めている。

### 青年期
プラハに戻ったリルケは大学進学を目指すことになり、貴族の称号を持つ富豪であった伯父ヤロスラフ・リルケの援助を受けてプラハ・ノエシュタットのギムナジウムの特別聴講生となった。すでに17歳になっていたリルケは伯父のはからいで個人授業を受けることができ、ギムナジウムの全コース8年分を3年でやり遂げ優秀な成績で卒業した。このギムナジウム時代にリルケは母の妹の紹介で知り合ったヴァリー（ダーフィト・ローエンフェルト・ヴァレリー）という年上の女性と恋に落ち、3年の交際期間の間に彼女のために多くの詩を書いた。これらの詩は1894年に刊行された処女詩集『いのちと歌』として結実した。
1895年よりリルケはプラハ大学、ついでミュンヘン大学で文学、美術、哲学などを学び、その傍ら詩や散文を多数執筆した。初期の詩作品は自らの感情を詩篇にのせて歌う優美さによって特徴付けられ、そのころ隆盛してきていたユーゲントシュティールと軌を一にしていると見る向きもある（カール・ユージン・ウェップ『リルケとユーゲントシュティール』 伊藤行雄、加藤弘和訳、芸立出版、1980年）。南ドイツの文化の中心であったミュンヘンでは他の作家・詩人と積極的に交流を持ち、リーリエンクローンやデーメル、ゲオルゲなどと知り合い、またヤーコプ・ヴァッサーマンを通してデンマークの詩人ヤコブセンの作品を知り大きな影響を受けた。またヴァッサーマンからはツルゲーネフを読むことを勧められ、ロシア文学への興味のきっかけとなった。1897年には終生に渡って影響を受けた女性著述家ルー・アンドレアス・ザロメと知り合う。10月にザロメ夫妻の後を追ってベルリンに移り、夫妻の近くの住居に住みベルリン大学に学んだ。翌1898年にはイタリアに旅しながらザロメに宛てて『フィレンツェ日記』を執筆。またこの頃にライナー・マリア・リルケに改名している。
1899年4月、リルケが「本来の意味における私の最初の本」とエレン・ケイに語った詩集『わがための祝い』を出版する。この詩集は1909年に『旧詩集』として、多くの改訂が施されたうえで再刊された。リルケはミュンヘン時代すでに一定の文名を得ていたが、これまで若さに任せて矢継ぎ早に模倣的な恋愛詩を多数描いたことを悔やみ、『旧詩集』以前の初期の詩集は生前に再刊を許さなかった。
この年の4月下旬から6月の中旬にかけて、リルケはザロメ夫妻の案内でロシア旅行を行なった。ロシアでは多くの芸術家と交流を持ち、ことにモスクワで71歳のトルストイを訪れその人となりに多大な感銘を受けている。1900年にも5月上旬から8月下旬にかけてふたたびザロメとともにロシアを訪れた。2度のロシア旅行はリルケの精神生活に深い影響を与えることになり、また人々の素朴な信仰心に根ざした生活に触れた経験は『神さまの話』や『時祷詩集』を生む契機の一つとなった。

### ロダンとの出会い

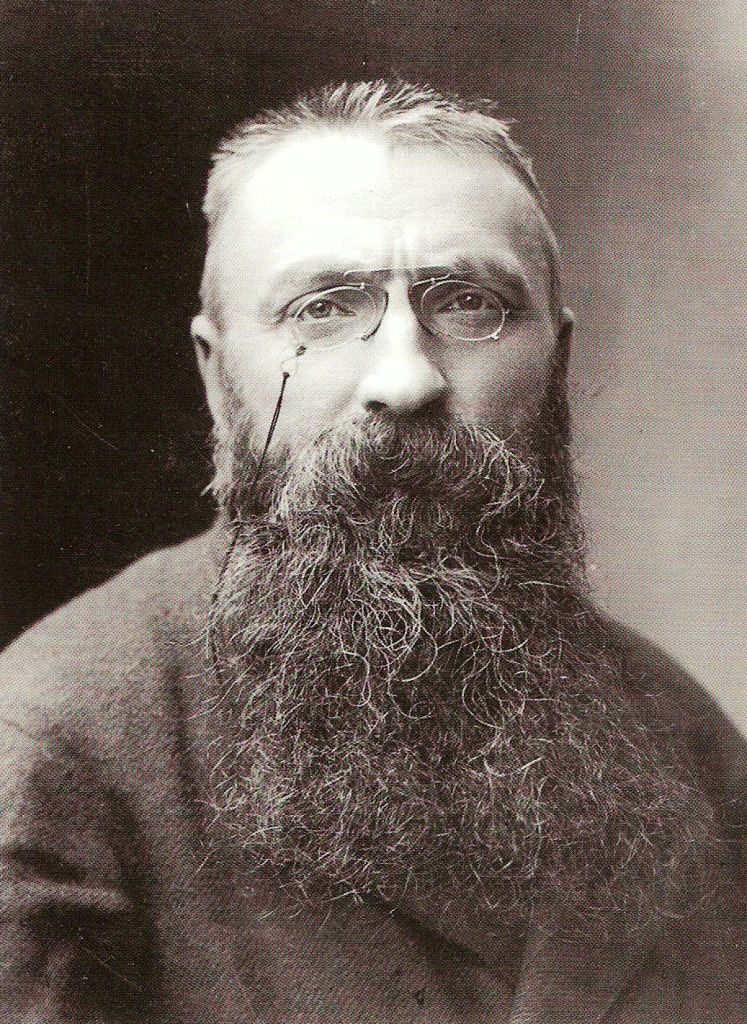
オーギュスト・ロダン

ロシア旅行に先立つ1898年にリルケはイタリア旅行を行なったが、このときフィレンツェで青年画家ハインリヒ・フォーゲラーと知り合い親交を結んだ。フォーゲラーは北ドイツの僻村ヴォルプスヴェーデに住んでおり、リルケは1900年8月に彼の招きを受けてこの地に滞在し、フォーゲラーや画家のオットー・モーダーゾーン、女性画家パウラ・ベッカー（のちにモーダーゾーンと結婚）など若い芸術家と交流を持った。1901年4月、リルケは彼らのうちの一人であった女性彫刻家クララ・ヴェストホフと結婚し、ヴォルプスヴェーデの隣村であるヴェストヴェーデに藁葺きの農家を構えた。
1901年12月には一人娘であるルートが生まれるが、しかし間もなく父からの援助が断ち切られることになり生活難がリルケを襲った。クララは弟子をとって彫刻の教授を始め、リルケも知人に仕事の斡旋を頼み、画家評論『ヴォルプスヴェーデ』と『ロダン論』執筆の仕事を得た。やがてヴェスターヴェーデでの生活は解散を余儀なくされ、1902年8月にリルケは『ロダン論』執筆のためパリに渡り、9月に初めてオーギュスト・ロダンに会った。また妻クララも娘を自分の実家に預けてパリに渡りロダンに師事したが、しかし貧しさのため夫妻は同居することができず、それぞれ別々に仕事をしながら日曜にだけ会うという生活であった。夫妻が安定した結婚生活を送ることができたのは新婚当時の1年と数ヶ月に過ぎず、これ以後リルケがヨーロッパ各地を転々としたことから一家は離散状態となった。

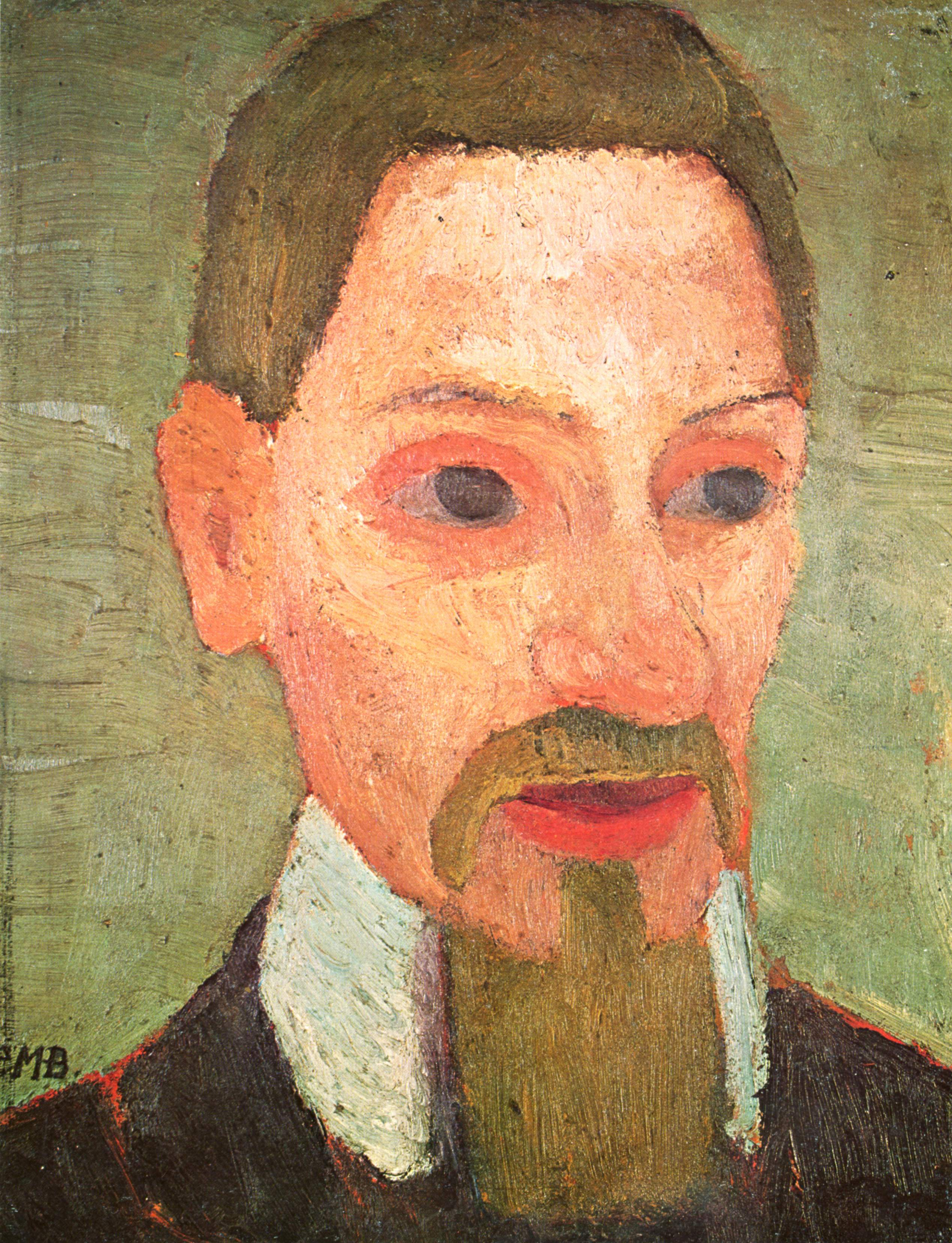
パウラ・モーダーゾーン＝ベッカーによるリルケの肖像（1906年）

リルケは図書館通いをして『ロダン論』の執筆を進めながら親しくロダンのアトリエに通い、彼の孤独な生活と芸術観に深い影響を受けた。ことにロダンの対象への肉迫と職人的な手仕事とは、リルケに浅薄な叙情を捨てさせ、「事物詩」を始めとする、対象を言葉によって内側から形作ろうとする作風に向かわせた。またリルケが直面したパリの現実と深い孤独も、その詩風と芸術や人生に対する態度を転換する大きな契機となった。その末に辿りついた成果が1907年の『新詩集』である。またこの転換を端的に示すものとして、「どんなに恐ろしい現実であっても、僕はその現実のためにどんな夢をも捨てて悔いないだろう」というリルケの言葉が残っている。リルケは一時ロダンの私設秘書になり各地でロダンについての講演旅行なども行なっており、その後誤解がもとで不和となったものの、リルケのロダンに対する尊敬は終生変わることがなかった。
以降もリルケはポール・セザンヌやシャルル・ボードレールなどに傾倒しながら自身の芸術を深めていき、1910年1月末に、パリでの自身の生活を題材にして6年の歳月をかけた小説『マルテの手記』を完成させた。「この仕事が終わったら死んでもいい」と語るほどこの小説に精力を注いでいたリルケは一種の虚脱状態に陥り、完成後しばらくは妻子の住むベルリンで過ごした。

### 第一次大戦まで

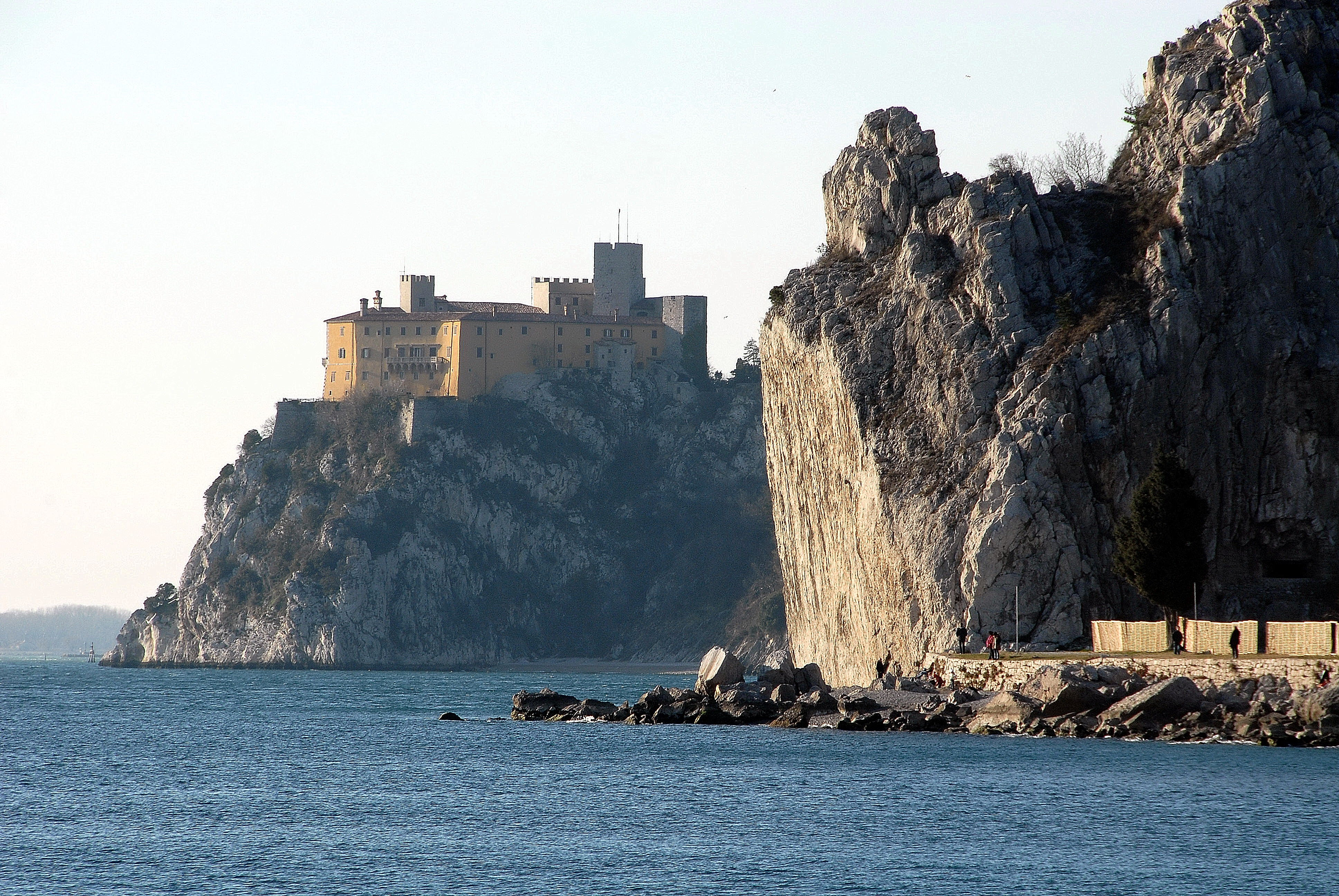
ドゥイノの館（2008年撮影）

1910年4月にリルケはイタリア旅行を行い、マリー・フォン・トゥルン・ウント・タクシス・ホーエンローエ公爵夫人の招きを受けて、アドリア海に臨む孤城であるドゥイノの館に滞在した。ここで哲学者ルドルフ・カスナーと知り合い、彼の仲介でアンドレ・ジッドととも親交を結んだ。リルケは1914年までこの館に4度滞在しており、そこで新たな霊感を得て1912年から連詩『ドゥイノの悲歌』の執筆を始めた。しかし第一次世界大戦を挟む中断を余儀なくされ、完成を見るのは10年も後のことになった。その間リルケはアフリカ旅行を行なってアルジェ、エジプトを訪れ、またイグナシオ・スロアガへの興味と、彼を通じて知ったエル・グレコへの傾倒からスペイン旅行も行なっている。これらの旅行によってリルケの視野は地中海地域全体にまで広がった。
1914年1月、リルケは文通を通してブゾーニ門下の女性ピアニストであるマクダ・フォン・ハッテンベルクと知り合った。2月にベルリンで対面した二人は次第に深い恋愛関係に陥り、ミュンヘン、インスブルックなどに滞在したあとパリで1月ほど生活をともにした。リルケは結婚まで考えていたが、リルケの妻子を思ったマグダが身を引いたため、7月にはこの恋愛は破局に終わった。
1914年7月28日に第一次世界大戦がおこると、ライプツィヒを訪れていたリルケはパリに財産をおいたままフランスに戻ることができなくなりやむなくミュンヘンに滞在した。しかしこの間にパリに置いた蔵書や書簡、原稿のすべてが敵性財産として競売に掛けられ散逸してしまう。シュテファン・ツヴァイクを通じてこの事実を知ったロマン・ロラン、アンドレ・ジッドは敵国の友人のために尽力したもののはかばかしい成果は得られず、このときのリルケの草稿類は永久に失われたままとなった。1914年12月にはリルケにも召集がかかりウィーンの部隊に配属され、訓練を受けたのち文書課に回されたが、理解ある上司に恵まれ翼賛的な文章を書く仕事は免れた。その後多くの著名人から陸軍省および国防省に請願がなされ、これが承認されるかたちで1916年6月にリルケは召集を解かれた。しかし兵役の辛い体験はやがて不安や苦しみ、虚無などの概念となってリルケの作品に表れるようになる。またこの頃にはトラークルやヘルダーリン、クロプシュトックなどに関心を抱いていた。

### 晩年
1919年、リルケは招きを受けてスイスへ行き、各地を転々としながら創作の場を探していたが、1921年に友人の援助でシエール郊外ミュゾットの古い館を借りられることになり、女性画家バラディーヌ・クロソウスカ（愛称メルリーヌ）とともにここに移り住んだ。また同年ポール・ヴァレリーの詩に出会って彼の詩の翻訳を試み、これは『ドゥイノの悲歌』を完成させるに当たり大きな力となった。翌年2月、『悲歌』を一気に完成させ、その前後に『オルフォイスへのソネット』の全篇も成立した。切迫した自由律によって内面的空間としての世界を歌った『ドゥイノの悲歌』と、万物とその万物あらゆるものに転変する神オルフォイス（オルペウス）を讃える詩篇群『オルフォイスへのソネット』は、リルケ晩年の大きな達成であった。
晩年のリルケはヴァレリーの翻訳に精神を傾け（1924年にはヴァレリーがリルケを訪ねている）、またフランス語による詩作も行なっていたが、1923年より健康状態が悪化しヴァル・モンのサナトリウムに入院するようになった。1926年10月、白血病と診断されヴァルモン診療所に入院、同年12月29日に51歳で死去した。遺言によって墓碑銘に指定された以下の詩は、「やってこい、わたしの認める･･･」ではじまる未完の遺稿とともに晩年の詩境を表すものとして名高い。

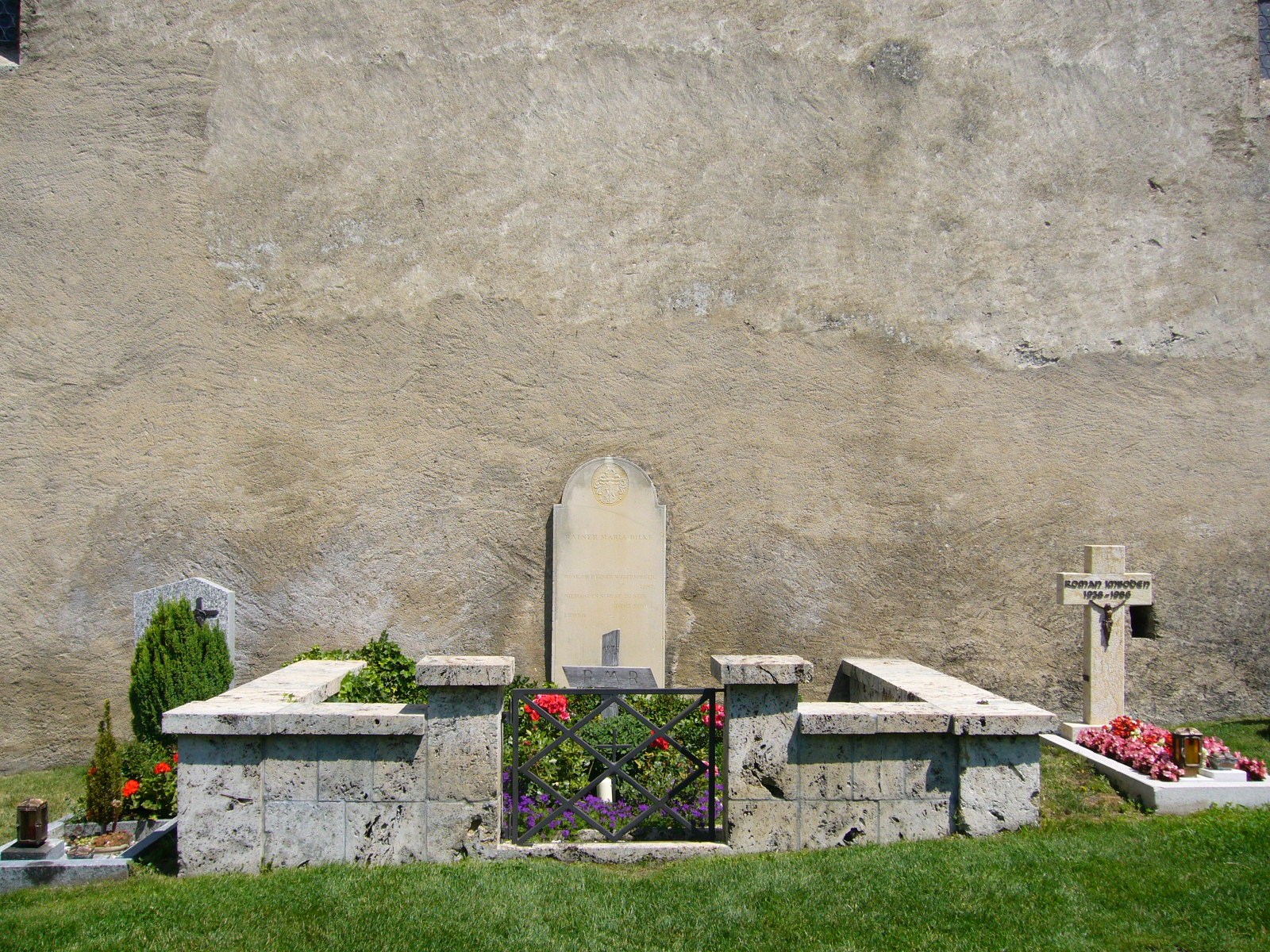
ラロンの墓地にあるリルケの墓

Rose, oh reiner Widerspruch, Lust,

Niemandes Schlaf zu sein unter soviel

Lidern.

薔薇よ、おお純粋なる矛盾、
それだけ多くのまぶたの下に、誰の眠りも宿さぬことの
喜びよ

## リルケの手紙
リルケはよく手紙を書いたことでも知られ、知人や文学者、出版者、パトロンなどに宛てた膨大な数の手紙が刊行されている。なかでもセザンヌの絵画への感銘を綴った妻クララへの一連の手紙（「セザンヌ書簡」）や、詩人志望の青年フランツ・カプスからの手紙に答えて文通の始まった『若き詩人への手紙』、子供との二人暮しを支えるために働きながらリルケの詩を読んでいた女性リーザ・ハイゼとの文通の集成である『若き女性への手紙』は、リルケの誠実な返答や芸術についての鋭い考察などによってよく知られている。

## リルケと日本
1901年にパリに出たリルケはリュクサンブール博物館で葛飾北斎や鈴木春信の浮世絵を観て、またゴンクールの浮世絵研究『北斎』に触れ、深い感銘を受けた。1904年にスウェーデン旅行を行なった際には、その途上のデュッセルドルフで北斎や喜多川歌麿、鳥居清長らの浮世絵を研究し、スウェーデンには北斎の『漫画』を携えていった。1907年の『新詩集 別巻』には北斎を主題にした詩「山」が収録されている。また1920年にフランスの文芸誌『新フランス評論』で日本の俳句が特集されるとリルケはこの独特の詩形に興味を持ち、「ハイカイ」と題するフランス語による3行詩を三度制作している。彼は又ポール＝ルイ・クーシューの『アジアの賢人と詩人』を購入し、俳句に親しんだ。
日本においてリルケはまず森鷗外によって断片的に訳されたのち茅野蕭々『リルケ詩抄』（1927年）によって本格的に紹介され、とりわけ堀辰雄、立原道造、伊藤静雄ら「四季」派の詩人に影響を与えた。
他にドイツ文学での作家では片山敏彦、川村二郎、古井由吉が訳している。

## 著作一覧

### 詩集
- いのちと歌（Leben und Lieder. Bilder und Tagebuchblatter、1894年）
- 家神へのささげ（Larenopfer、1895年）
- 夢を冠に（Traumgekront. Neue Gedichte、1896年）
- 降臨節（Advent、1897年）
- わがための祝い（Mir zur Feier、1899年）1909年に『旧詩集』（Die fruhen Gedichte）として再刊
- 形象詩集（Das Buch der Bilder、1902年/1906年）
- 時祷詩集（Das Stunden-Buch、1905年）
- 新詩集（Neue Gedichte、1907年）
- 新詩集 別巻（Der neuen Gedichte anderer Teil、1908年）
- 鎮魂歌（Requiem、1909年）
- マリアの生涯（Neue Gedichte、1913年）
- ドゥイノの悲歌（Duineser Elegien、1923年）
- オルフォイスへのソネット（Die Sonette an Orpheus、1923年）

主な「詩集」訳 新版
- 『リルケ詩集』 富士川英郎訳、新潮文庫、初版1963年→改版1997年・2005年
- 『リルケ詩集』 高安国世訳、岩波文庫、2010年
- 『リルケ詩抄』 茅野蕭々訳、岩波文庫、2008年
- 『リルケ詩集』 片山敏彦訳、みすず書房、1998年
- 『リルケ詩集』 神品芳夫編訳、小沢書店、1993年→新・世界現代詩文庫・土曜美術社出版、2009年
- 『リルケ詩集　マリアの生涯』 塚越敏訳、国文社、1986年

### 小説
- 人生に沿って（Am Leben hin. Novellen und Skizzen、1899年）
- プラハの二つの物語（Zwei Prager Geschichten、1899年）。石丸静雄訳、彌生書房、1980年
- 神さまの話（Geschichten vom lieben Gott、1900年）
- 最後の人々（Die Letzten、1902年）
- 旗手クリストフ・リルケの愛と死の歌（Die Weise von Liebe und Tod des Cornets Christoph Rilke、1906年）
- マルテの手記（Die Aufzeichnungen des Malte Laurids Brigge、1910年）

戯曲
- いま、われらの死するとき（Jetzt und in der Stunde unseres Absterbens、1896年）
- Im Frühfrost、1897年
- Höhenluft、1897年
- Ohne Gegenwart、1897年
- Mütterchen、1898年
- Waisenkinder、1901年
- 日常茶飯（Das tägliche Leben、1901年）

### 評論など
- フィレンツェだより（1898年）。森有正訳、ちくま文庫（新版）、2003年
- ポルトガル文（原文は修道女マリアナ・アルコフォラード）。ポルトガル語からドイツ語に編訳
- ヴォルプスヴェーデ（Worpswede、1902年）
- ロダン論（Auguste Rodin、1902年）

ロダン「訳書」
- 『ロダン』石中象治訳 弘文堂書房 1940、のち「現代世界文学全集8 リルケ」新潮社 1953、新潮文庫
- 『ロダン』高安国世訳 人文書院 1952、のち「リルケ全集」彌生書房、岩波文庫
- 『世界文学大系 53 リルケ』生野幸吉訳 筑摩書房 1959、のち新版「筑摩世界文学大系」
- 『ロダン』原健忠訳 角川文庫 1959
- 『世界の文学 リルケ』星野慎一訳 中央公論社 1964
- 『オーギュスト・ロダン　論説　講演　書簡』塚越敏訳 東出版 1977／改訂版・未知谷 2004
- 『リルケ全集 第8巻　評論』田代崇人訳 河出書房新社 1991。塚越敏監修

手紙、主な訳書
- 若き詩人への手紙、若き女性への手紙
- 『リルケ書簡集』全2冊組、人文書院 1968。限定版
- 『リルケ書簡集』全4巻、国文社 1986-1988
- 『リルケ美術書簡』塚越敏編訳 みすず書房 1997
- 『若き詩人への手紙』安家達也訳 未知谷 2022。宛先のF・X・カプスからの手紙11通も訳
- 『若き女性への手紙』安家達也訳 未知谷 2024。宛先のリザ・ハイゼからの手紙16通も訳

## 書目
- Corbett, Rachel, You Must Change Your Life: the Story of Rainer Maria Rilke and Auguste Rodin, New York: W. W. Norton and Company, 2016.
- Tapper, Mirjam, Resa med Rilke, Mita bokförlag.
- Torgersen, Eric, Dear Friend: Rainer Maria Rilke and Paula Modersohn-Becker, Northwestern University Press, 1998.
- Von Thurn und Taxis, Princess Marie, The Poet and The Princess: Memories of Rainer Maria Rilke, Amun Press, 2017
- Chamberlain, Lesley, Rilke the last Inward Man, London: Pushkin Press 2022.
- Engel, Manfred and Lauterbach, Dorothea (ed.), Rilke Handbuch: Leben – Werk – Wirkung, Stuttgart: Metzler, 2004.
- Erika, A and Metzger, Michael, A Companion to the Works of Rainer Maria Rilke, Rochester, 2001.
- Gass, William H. Reading Rilke: Reflections on the Problems of Translation, Alfred A. Knopf, 2000.
- Goldsmith, Ulrich, ed., Rainer Maria Rilke, a verse concordance to his complete lyrical poetry. Leeds: W. S. Maney, 1980.
- Hutchinson, Ben. Rilke's Poetics of Becoming, Oxford: Legenda, 2006.
- Leeder, Karen, and Robert Vilain (eds), The Cambridge Companion to Rilke. Cambridge: Cambridge University Press, 2010. ISBN 978-0-521-70508-0
- Mood, John, A New Reading of Rilke's 'Elegies': Affirming the Unity of 'life-and-death Lewiston, New York: Edwin Mellen Press, 2009. ISBN 978-0-7734-3864-4.
- Numerous contributors, A Reconsideration of Rainer Maria Rilke, Agenda poetry magazine, vol. 42 nos. 3–4, 2007. ISBN 978-0-902400-83-2.
- Pechota Vuilleumier, Cornelia, Heim und Unheimlichkeit bei Rainer Maria Rilke und Lou Andreas-Salomé. Literarische Wechselwirkungen. Olms, Hildesheim, 2010. ISBN 978-3-487-14252-4
- Ryan, Judith. Rilke, Modernism, and Poetic Tradition. Cambridge: Cambridge University Press, 1999.
- Schwarz, Egon, Poetry and Politics in the Works of Rainer Maria Rilke. Frederick Ungar, 1981. ISBN 978-0-8044-2811-8.
- Neuman, Claude, The Sonnets to Orpheus and Selected Poems, English and French rhymed and metered translations, trilingual German-English-French editions, Editions www.ressouvenances.fr, 2017, 2018